# She Will (film)
Pour la chanson, voir She Will (Lil Wayne).
Pour plus de détails, voir Fiche technique et Distribution.
She Will est un film britannique co-écrit et réalisé par Charlotte Colbert, sorti en 2021.

## Synopsis
Veronica Ghent, actrice à la gloire passée, vient de subir une double mastectomie et part se ressourcer en Écosse avec son infirmière personnelle, Desi Hatoum.

## Fiche technique
- Titre original et francophone : She Will
- Réalisation : Charlotte Colbert
- Scénario : Kitty Percy et Charlotte Colbert
- Musique : Clint Mansell
- Photographie : Jamie Ramsay
- Montage : Matyas Fekete et Yorgos Mavropsaridis
- Production : Bob Last, Jessica Malik et Dario Argento (producteur délégué)
- Société de production : Popcorn Group, Pressman Film, Filmgate Films, Intermission Film et Rocket Science
- Société de distribution : Alba Films (France)
- Pays de production :  Royaume-Uni
- Genre : drame, horreur et thriller
- Durée : 95 minutes
- Dates de sortie : 
  - Suisse : 5 août 2021 (Festival international du film de Locarno)
  - Royaume-Uni : 16 octobre 2021 (Festival du film de Londres) ; 22 juillet 2022 (sortie nationale)
  - France : 28 janvier 2022 (Festival international du film fantastique de Gérardmer) ; 30 novembre 2022 (sortie nationale)
- Classification :
  - France : tous publics avec avertissement lors de sa sortie en salles et déconseillé aux moins de 12 ans à la télévision

## Distribution
- Alice Krige : Veronica Ghent
- Kota Eberhardt : Desi Hatoum
- Malcolm McDowell : Hathbourne
- Jack Greenlees (en) : Owen
- Jonathan Aris : Podrick Lochran
- Rupert Everett : Tirador
- Amy Manson : Lois
- Daniel Lapaine : Keith
- Layla Burns : Veronica jeune
- Olwen Fouéré : Jean
- John McCrea (en) : Ansel

## Accueil
Le film a reçu un accueil favorable de la critique. Il obtient un score moyen de 73 % sur Metacritic.